# Arthur MacManus
Arthur MacManus, född 1889 i Belfast, död 27 februari 1927 i Hampstead, var en skotsk fackföreningsman och kommunistisk politiker.
MacManus växte upp i Glasgow, och anslöt sig efter 1903 till Socialistiska arbetarpartiet (Socialist Labour Party, SLP). Han framstod snart en av arbetar- och fackföreningsrörelsernas mest framstående representanter i Storbritannien, och var bland annat aktiv mot landets deltagande i första världskriget samt medgrundare till olika fackliga organisationer. 1918 blev MacManus chefredaktör för SLP:s huvudorgan The Socialist, samtidigt som han närmade sig kommunismen; han deltog 1920 i grundandet av Storbritanniens kommunistiska parti (Communist Party of Great Britain, CPGB) och valdes till partiordförande, en position han innehade till 1922, samt ledamot av partiets politbyrå. 
1921 flyttade MacManus till Sovjetunionen, där han arbetade inom Komintern; 1922 blev han invald i Kominterns exekutivkommitté, och året därpå till exekutivkommitténs presidium. Han återvände till Storbritannien 1925, men greps där tillsammans med elva andra kommunister, anklagades för anstiftan till uppror och förräderi och dömdes till sex månaders fängelse. MacManus avled i influensa 1927, och är begraven vid Kremlmuren i Moskva.